# Poarta sărutului (cântec)
Poarta sărutului este un titlul unui cântec compus de Alexandru Mandy și interpretat, printre alții, de Sergiu Cioiu și Doina Spătaru.
Tripticul Brâncuși, respectiv "Masa tăcerii", "Poarta sărutului" și "Coloana fără sfârșit", ca și "Cântecul vântului", "Venise vremea", "Cred", alături de multe alte titluri de cântece scrise și compuse de Alexandru Mandy, au fost interpretate, înregistrate și itinerate în diferite concerte, spectacole sau recitaluri, de Sergiu Cioiu, atât în România cât și în străinătate. Cântecele "Glasul tău" și "Cântecul vântului", ca și "Locul meu de pe pământ", au obținut premii în interpretarea lui Cioiu la diferite ediții ale Festivalului de Creație și Interpretare de la Mamaia.
De asemenea, în interpretarea Doinei Spătaru, cântecul a participat la Festivalul Internațional "Cerbul de Aur", ediția a III-a, 1970.